# Lotta libera ai Giochi della IX Olimpiade - Pesi medio-massimi
La competizione della categoria pesi medio-massimi (fino a 87 kg) di lotta libera dei Giochi della IX Olimpiade si è svolta dal 30 luglio al 1º agosto al Krachtsportgebouw di Amsterdam

## Classifica finale
| Pos.    | Atleta             | Nazione       |
| ------- | ------------------ | ------------- |
| Oro     | Thure Sjöstedt     | Svezia        |
| Argento | Arnold Bögli       | Svizzera      |
| Bronzo  | Henri Lefèbvre     | Francia       |
| 4       | Heywood Edwards    | Stati Uniti   |
| 5       | Jacques Van Assche | Belgio        |
| 6       | Edil Rosenqvist    | Finlandia     |
| 6       | Bernard Rowe       | Gran Bretagna |

## Risultati
Torneo a eliminazione. I perdenti con il vincitore disputarono un torneo ad eliminazione per il 2º posto. I perdenti con il vincitore del 2º posto disputarono un torneo ad eliminazione per il 3º posto.

### Torneo principale
|  | Quarti di Finale   | Quarti di Finale   | Quarti di Finale   |   |  | SemifinalI     | SemifinalI     | SemifinalI |  |  | Finali | Finali | Finali |  |
|  |                    |                    |                    |   |  |                |                |            |  |  |        |        |        |  |
|  |                    |                    |                    |   |  | Thure Sjöstedt | Thure Sjöstedt | W          |  |  |        |        |        |  |
|  |                    |                    |                    |   |  | Thure Sjöstedt | Thure Sjöstedt | W          |  |  |        |        |        |  |
|  |                    |                    | Arnold Bögli       |   |  |                |                |            |  |  |        |        |        |  |
|  | Arnold Bögli       | Arnold Bögli       | W                  |   |  |                |                |            |  |  |        |        |        |  |
|  | Arnold Bögli       | Arnold Bögli       | W                  |   |  |                |                |            |  |  |        |        |        |  |
|  | Henri Lefèbvre     |                    |                    |   |  |                |                |            |  |  |        |        |        |  |
|  |                    | Thure Sjöstedt     | Thure Sjöstedt     | W |  |                |                |            |  |  |        |        |        |  |
|  |                    |                    |                    |   |  |                |                |            |  |  |        |        |        |  |
|  |                    |                    | Heywood Edwards    |   |  |                |                |            |  |  |        |        |        |  |
|  | Heywood Edwards    | Heywood Edwards    | W                  |   |  |                |                |            |  |  |        |        |        |  |
|  | Heywood Edwards    | Heywood Edwards    | W                  |   |  |                |                |            |  |  |        |        |        |  |
|  | Edil Rosenqvist    |                    |                    |   |  |                |                |            |  |  |        |        |        |  |
|  |                    | Heywood Edwards    | Heywood Edwards    | W |  |                |                |            |  |  |        |        |        |  |
|  |                    |                    |                    | W |  |                |                |            |  |  |        |        |        |  |
|  |                    |                    | Jacques Van Assche |   |  |                |                |            |  |  |        |        |        |  |
|  | Jacques Van Assche | Jacques Van Assche | W                  |   |  |                |                |            |  |  |        |        |        |  |
|  | Jacques Van Assche | Jacques Van Assche | W                  |   |  |                |                |            |  |  |        |        |        |  |
|  | Bernard Rowe       |                    |                    |   |  |                |                |            |  |  |        |        |        |  |

### Torneo per il secondo posto
|  | Finale          |              |   |  |
|  |                 |              |   |  |
|  | Arnold Bögli    | Arnold Bögli | W |  |
|  | Heywood Edwards |              |   |  |

### Torneo per il terzo posto
|  | Finale          |                |   |  |
|  |                 |                |   |  |
|  | Henri Lefèbvre  | Henri Lefèbvre | W |  |
|  | Heywood Edwards |                |   |  |